# Archibald Alexander (Theologe)

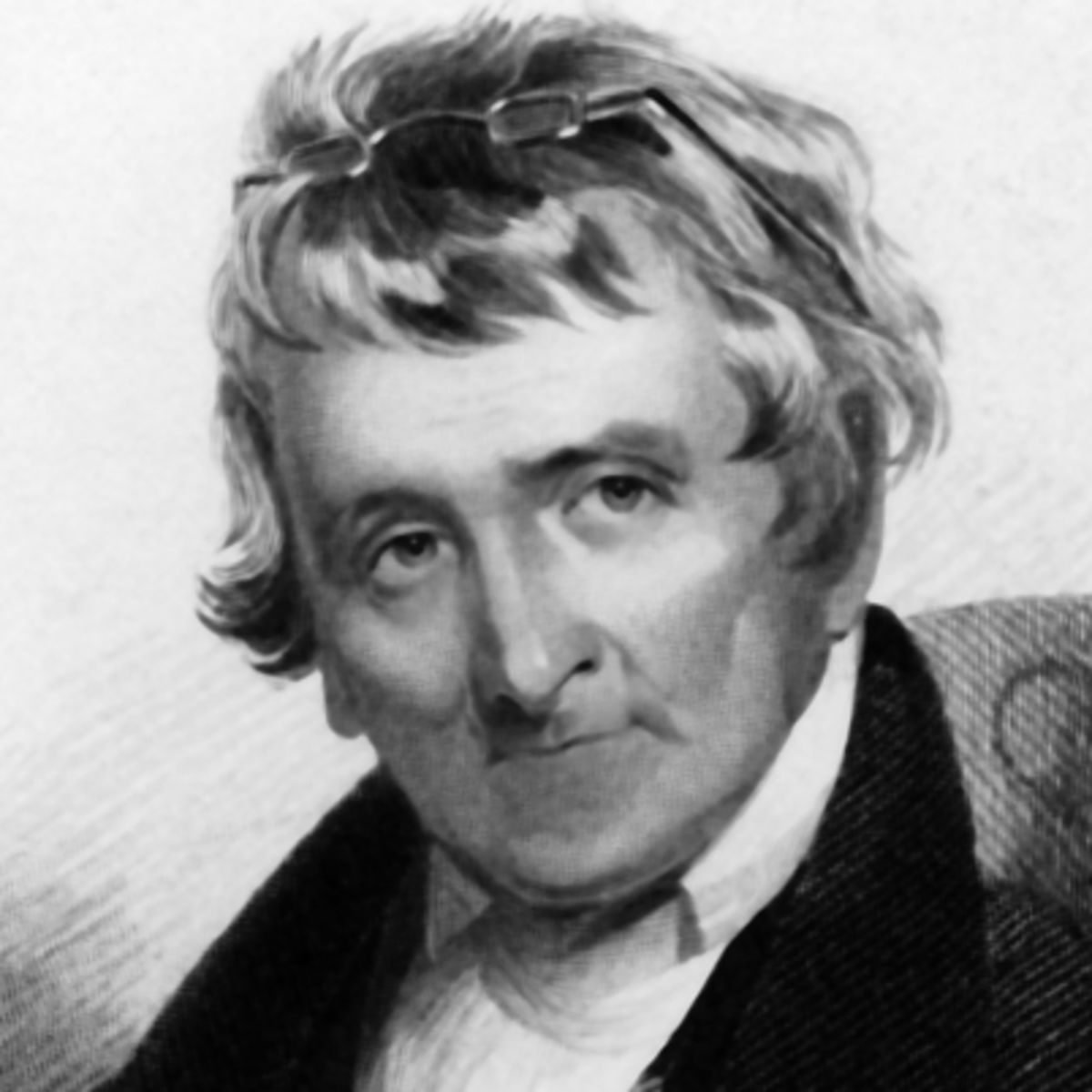
Archibald Alexander (1772–1851)

Archibald Alexander (* 17. April 1772 in South River, Grafschaft Rockbridge, Colony of Virginia, Vereinigte Staaten; † 22. Oktober 1851) war ein US-amerikanischer presbyterianischer Theologe, der als Professor am Princeton Theological Seminary lehrte. Er amtierte neun Jahre als Präsident des Hampden-Sydney College in Virginia und 27 Jahre als erster Rektor des Princeton Theological Seminary (1812–1840).

## Leben
Alexander wurde in South River in der Grafschaft Rockbridge in Virginia geboren. Er wuchs unter Anleitung des presbyterianischen Geistlichen William Graham (1745–1799) auf, der wiederum theologisch durch John Witherspoon geschult worden war. Sein Großvater aus schottischer Abstammung zog 1736 von Irland zunächst nach Pennsylvania und 1738 weiter nach Virginia. Archibalds Vater William war Landwirt und Händler. Mit zehn Jahren wurde Archibald zu William Grahams Akademie am Timber Ridge Meetinghouse (die spätere Washington and Lee University) nach Lexington geschickt. 1787 wurde er von der bemerkenswerten Bewegung beeinflusst und ergriffen, die noch unter der Bezeichnung Die große Erweckung (englisch: Great Awakening) lief, es handelte sich dabei um die zweite Welle dieser Bewegung. 1789, mit 17 Jahren, wurde er Erzieher (englisch: tutor) in der Familie von General John Posey, die 19 Kilometer westlich von Fredericksburg wohnte. Nach einigen Monaten nahm er indes seine Studien bei seinem früheren Lehrer wieder auf und begann, sich nun dem Theologiestudium zu widmen. Am 1. Oktober 1791 erhielt er die Predigterlaubnis. Am 9. Juni 1794 wurde vom Ältestenrat, dem Presbyterium, des Hanover County ordiniert. Für sieben Jahre war er Wanderpastor in den Grafschaften Charlotte und Prince Edward.
1793, im Alter von 21 Jahren, war Alexander Prediger der Presbyterianischen Kirche. Er wurde zum Präsidenten des Hampden-Sydney College ernannt, wo er von 1797 bis 1806 amtierte, und von wo aus er an die Third Presbyterian Church an der Pine Street von Philadelphia gerufen wurde. 1807 wurde er zum Moderator der Generalversammlung der presbyterianischen Kirche gewählt.
Das Princeton Theological Seminary wurde 1812 in Princeton (New Jersey) gegründet, Alexander zu dessen erstem Professor ernannt und am 12. August desselben Jahres feierlich in sein Amt eingeführt. 1824 gründete er zusammen mit Robert Baird und Charles Hodge die Studentenverbindung Chi Phi. 1829 bis 1850 gab er die Princeton Review heraus, zu der er auch jedes Mal einen Beitrag verfasste. 1843 kehrte er ans Washington College zurück, um eine Rede für die ehemaligen Studenten zu halten. Sie wurde als eine seiner vielen Publikationen veröffentlicht.
Samuel Miller wurde der zweite Professor am Princeton Theological Seminary. Für 37 Jahre galten Alexander und Miller als Pfeiler der Presbyterian Church, die die reformatorischen Lehren ihrer Kirche bewahrten. Charles Hodge, berühmter Student und Nachfolger Alexanders, nannte seinen Sohn Archibald Alexander Hodge nach seinem akademischen Mentor und Vorbild.

## Familie und Nachfahren

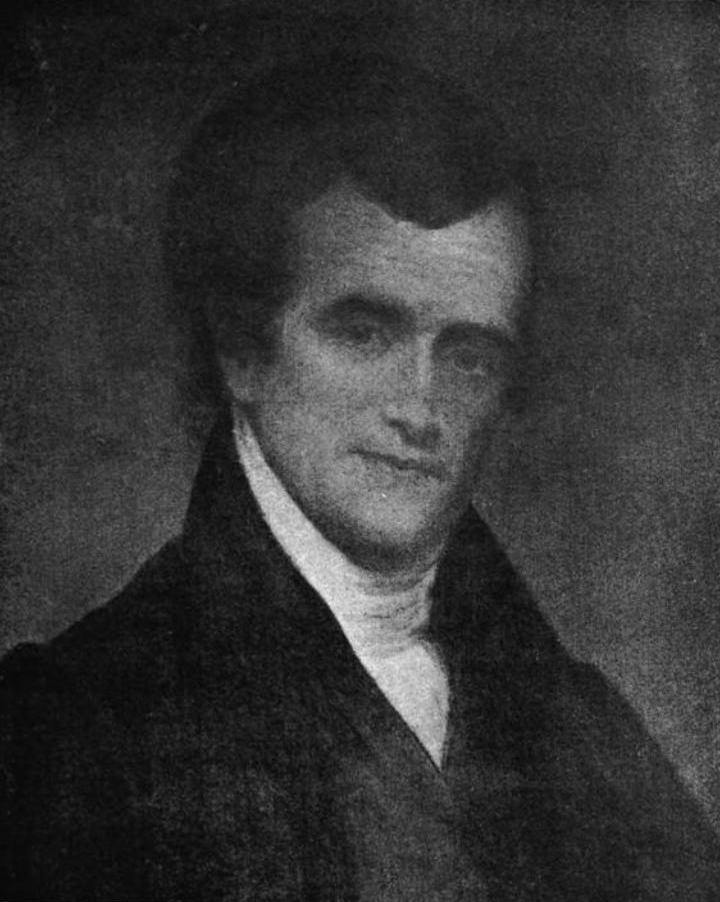
Archibald Alexander

Am 5. April 1802 heiratete Alexander die Tochter des Predigers James Waddel (1739–1805), Janetta Waddel.
Sein ältester Sohn, James Waddel Alexander (1804–1859), studierte in Princeton und war presbyterianischer Pfarrer. Er verfasste die Biographie seines Vaters und gab seine Schriften posthum heraus. Sein zweiter Sohn, William Cowper Alexander (1806–1874), war Präsident des Senats von New Jersey und der erste Präsident der Equitable Life Insurance Company. Sein dritter Sohn war Joseph Addison Alexander (1809–1860), ein Bibelgelehrter.
Sein Enkel William C. Alexander (1848–1937) war Manager bei der Equitable Life Assurance Society, Autor und Gründer der Studentenverbindung Pi Kappa Alpha. Sein Urenkel James Waddell Alexander II (1888–1971) war ein berühmter Mathematiker und Topologe.

## Sammlung der Schriften Alexanders
Die Presbyterian Historical Society in Philadelphia ist im Besitz einer Sammlung der persönlichen Schriften Archibald Alexanders von 1819 bis 1851, die offizielle Korrespondenz, Manuskripte sowie Notizen zu seinen Vorlesungen umfasst.

## Schriften (Auswahl)
- The Sermon Delivered at the Inauguration of the Rev. Archibald Alexander, Whiting and Watson, 1812.
- Outlines of the Evidences of Christianity, 1823, London 1828 und 1833.
- Treatise on the canon of the Old and New Testaments ascertained; or: The Bible, complete, without the Apocrypha and unwritten traditions, 1826 und 1851.
- A Pocket Dictionary of the Holy Bible, 1829 und 1831.
- Introductory Essay on the Nature of Vital Piety to Dr. Waterbury's Advice to a Young Christian, 1829 und 1843.
- Evidences of the Authenticity, Inspiration, and Canonical Authority of the Holy Scriptures, Presbyterian Board of Publication, 1830 und 1836.
- The Education of Presbyterian Theological Students, 1831 und 1904.
- Annals of the Jewish Nation during the Period of the Second Temple, Jonathan Leavitt, 1832.
- Counsels of the Aged to the Young, 1833 und 1837.
- The Life of John Knox, the Scottish Reformer, 1833 und 1839.
- Counsels of the Aged to the Young, Presbyterian Board of Publication, 1833, 1837 und 1852.
- Lives of the Patriarchs, 1835.
- The Duty of Catechetical Instruction, Presbyterian Board of Publication, 1836.
- A Memorial of Mrs. Margaret Breckinridge, W. C. Martien, 1839.
- Essays on Religious Experiences, 1840.
- Paucity of Candidates for the Holy Ministry, 1840 und 1852.
- Thoughts on religious experience' To which is added an appendix, containing Letters to the aged, Presbyterian Board of Publication, 1841 und 1844.
- Biographical Sketches of the Founder, and Principal Alumni of the Log College, J. T. Robinson, 1845.
- A brief compend of Bible truth, Presbyterian Board of Publication, 1846.
- A History of African Colonization on the western coast, 1846.
- A History of the Log College, 1846.
- Practical Sermons to be Read in Families and Social Meetings, Presbyterian Board of Publication, 1850.
- The Canon of the Old and New Testament Ascertained, Presbyterian Board of Publication, 1851.
- Universalism False and Unscriptural: An Essay on the Duration and Intensity of Future Punishment, Presbyterian Board of Publication, 1851.
- A History of the Israelitish Nation, from their origin to their dispersion at the destruction of Jerusalem by the Romans, William S. Martien, 1852 oder 1853.
- Outlines of moral science, 1852.
- Practical Truths, The American Tract Society, 1857.
- Spiritual Worship.

### Predigten
- The Nature and Means of Growth in Grace. In: National Preacher. Vol. III/8, New York 1829, S. 113–121. Aufgerufen am 9. Oktober 2014.
- Means of Growth in Grace. In: National Preacher. Vol. III/8, New York 1829, S. 121–128. Aufgerufen am 9. Oktober 2014.